# 김경미 (아나운서)
김경미(金璟美)는 대한민국 KBS강릉방송국의 아나운서이다.

## 학력
관동대학교 음악교육과 학사

## 경력
- 1990년 ~ : KBS강릉방송국 아나운서

## 진행 프로그램

### TV
- KBS 930 뉴스 강릉
- KBS 뉴스 7 강릉

### 라디오
- 1R 정보와이드
- 1R 시사강원
- 1R 김경미의 정보광장
- 1FM 흐르는 음악처럼
- 1R 집중인터뷰 사람과 세상
- 1R 09시 뉴스
- 1R오전 9시뉴스
- 1R 정오뉴스
- 1R 6시뉴스 프로그램 매월 내용 특집 방송 진행